# Kohautia virgata
Kohautia virgata là một loài thực vật có hoa trong họ Thiến thảo. Loài này được (Willd.) Bremek. mô tả khoa học đầu tiên năm 1952.